# Ochrimnus barberi
Ochrimnus barberi är en insektsart som först beskrevs av Slater 1964.  Ochrimnus barberi ingår i släktet Ochrimnus och familjen fröskinnbaggar. Inga underarter finns listade i Catalogue of Life.